# Odontolaimus aquaticus
Odontolaimus aquaticus är en rundmaskart som beskrevs av W. Schneider 1937. Odontolaimus aquaticus ingår i släktet Odontolaimus och familjen Prismatolaimidae. Inga underarter finns listade i Catalogue of Life.